# 硝酸铀酰
硝酸鈾醯（UO2(NO3)2），是一種易溶于水的黃色固体，有放射性。它的相对摩爾質量為394.04 g/mol（無水）。水合物為黃綠色的六水合硝酸鈾酰（UO2(NO3)2.6H2O），水合物結晶具摩擦發光（triboluminescent）和紫外激发发光的性質。
硝酸鈾醯可由鈾鹽和硝酸反應製備。它可溶於水、乙醇、丙酮和乙醚，但不溶於苯、甲苯和氯仿。

## 化学性质
硝酸铀酰加热300℃至分解：
2UO2(NO3)2→2UO3+2NO2+O2

## 用途

### 攝影
在19世紀前葉，許多感光金屬鹽已選為攝影過程的候選材料，硝酸鈾醯也在其中。以硝酸鈾醯為材料作的相紙因此稱為uranium prints，urbanities或更普遍的uranotypes。
蘇格蘭人小查爾斯·柏奈特（J. Charles Burnett）是第一個發明鈾攝影過程的人，在1855年和1857年，用這種化合物作為感光材料。他在1858年寫了一篇文章，比較利用鈾鹽和氧化鐵攝影。讓鈾離子接受兩個電子和降低至較低氧化態的鈾(IV)的過程的關鍵是照射紫外線。Uranotypes在影像中，從一個較為中性的（neutral）紅棕色（brown russet）到強bartolozzi紅，有很長的色調等級（tone grade）。有殘留化合物的相紙上具有輕微的放射性，這可以作為一個識別它們的非破壞性方法。其他幾個使用化合物的更複雜的攝影過程，出現並消失在第二個世紀的後半期，例如 Wothlytype、Mercuro-Uranotype 和Auro-Uranium。至少到19世紀未，有關鈾的紙張給商業化大量製造，而實質上有較高敏感性和實用性優點的鹵化銀卻漸漸消失。不過1930年到1950年之間，Kodak Books仍然記載著使用醋酸鈾醯的鈾碳粉（Kodak T-9）。現在仍有一些alternative process的攝影師包括藝術家Blake Ferris & Robert Schramm繼續以uranotype創作。

### 生物檢測
與醋酸鈾醯（uranyl acetate）混合，在電子顯微鏡檢測中可以用來作為病毒的負染色；穩定組織樣本切片的核酸和細胞膜。

### 核子
硝酸鈾醯在1950年代時用於燃料水溶液均勻反應堆（Aqueous Homogeneous Reactor）中。但是，它給證明在此應用中太過於具有腐蝕性，因此中止了這個試驗。
硝酸鈾醯在核廢料再處理中扮演重要的角色；它是將核燃料棒或黃餅溶解於硝酸中所產生的鈾化合物，可以進一步分離和製備六氟化鈾，再以同位素分離（isotope separation）製備濃縮鈾。

## 健康和環境議題
硝酸鈾醯是一種氧化性和高毒性化合物，所以不能進入人體；它會引發嚴重的腎功能不全和急性腎小管壞死（acute tubular necrosis），且是一種淋巴球有絲分裂原（mitogen）。靶器官包括腎、肝、肺及腦部。當加熱或遭受衝擊而接觸氧化性物質時，它也會引發劇烈的大火與爆炸。
1999年9月30日，日本發生東海村JCO臨界意外，即在處理硝酸鈾醯的過程意外造成臨界狀態發生，近距離的三名工作人員中，有兩人因接受到致死量的中子射线辐射而死亡。

## 外部連結
- URANIUM DAYS: Notes On Uranium Photography
- Chemical Database - Uranyl nitrate, solid